# Liste von Windkraftanlagen in Tschechien
Die Liste von Windkraftanlagen in Tschechien bietet einen Überblick über die installierten oder bereits abgebauten Windkraftanlagen in Tschechien. Als Windparks gelten Standorte mit drei oder mehr Anlagen. Anlagen mit Stahlfachwerkturm sind durch Kursivschrift gekennzeichnet. Wieder abgebaute Anlagen sind durchgestrichen. Der aktuell größte Windpark in Tschechien ist der Windpark Krystofovy Hamry (Christophhammer). im Karlovarský kraj des Betreibers Sabowind. Im Jahr 2023 betrug die installierte Leistung (Nennleistung) der Windkraftanlagen in Tschechien rund 337 Megawatt. Diese Liste erhebt keinen Anspruch auf Vollständigkeit.

## Übersicht
| Name                                      | Gesamt-leistung (MW) | Anzahl | Baujahr                | Typ (WKA)                                                                     | Ort                              | Koordinaten                  | Region / Kraj                        | Projektierer / Betreiber                                          | Bemerkungen                                                                                    |
| ----------------------------------------- | -------------------- | ------ | ---------------------- | ----------------------------------------------------------------------------- | -------------------------------- | ---------------------------- | ------------------------------------ | ----------------------------------------------------------------- | ---------------------------------------------------------------------------------------------- |
| Windkraftanlage Bánov                     | 0,03                 | 1      | 1988                   | DWP Windane 12/35 DK (1×)                                                     | Bánov                            | 48° 59′ 6″ N, 17° 42′ 14″ O  | Zlínský kraj                         |                                                                   | Erste Windkraftanlage in Tschechien, welche nach einer Havarie zurückgebaut wurde, Zweiflügler |
| Windkraftanlage Bantice                   | 2,0                  | 1      | 2008                   | Vestas V90-2.0 (1×)                                                           | Bantice                          | 48° 52′ 5″ N, 16° 9′ 54″ O   | Liberecký kraj                       | WEB Windenergie AG                                                |                                                                                                |
| Windkraftanlage Bílý Kříž                 | 0,06                 | 1      | 1992                   | Tacke TW 60 (1×)                                                              | Staré Hamry                      | 49° 30′ 7″ N, 18° 32′ 29″ O  | Moravskoslezský kraj                 |                                                                   |                                                                                                |
| Windkraftanlage Čižebná Nový              | 0,3                  | 1      | ----                   | Energovars EWT315 (1×)                                                        | Nový Kostel                      | 50° 13′ 14″ N, 12° 27′ 45″ O | Karlovarský kraj                     |                                                                   |                                                                                                |
| Windkraftanlage Dětřichov u Frýdlantu     | 2,0                  | 1      | 2014                   | Vestas V90-2.0 Gridstreamer (1×)                                              | Dětřichov u Frýdlantu            | 50° 52′ 15″ N, 15° 1′ 43″ O  | Liberecký kraj                       |                                                                   |                                                                                                |
| Windkraftanlage Dlouhá Louka              | 0,3                  | 1      | 1993                   | Energovars EWT315 (1×)                                                        | Dlouhá Louka                     | 50° 38′ 48″ N, 13° 38′ 31″ O | Ústecký kraj                         |                                                                   | Wurde im Windpark Boží Dar wiederaufgebaut                                                     |
| Windkraftanlage Dožice                    | 0,8                  | 1      | 2013                   | Enercon E-48 (1×)                                                             | Mladý Smolivec                   | 49° 31′ 36″ N, 13° 42′ 35″ O | Plzeňský kraj                        |                                                                   |                                                                                                |
| Windkraftanlage Drahany                   | 2,0                  | 1      | 2006                   | Vestas V90-2.0 (1×)                                                           | Drahany                          | 49° 26′ 30″ N, 16° 54′ 14″ O | Olomoucký kraj                       | Professional Energy Services GmbH, Vetrné elektrarny Strazny Vrch |                                                                                                |
| Windkraftanlage Horní Řasnice             | 1,8                  | 1      | 2012                   | Vestas V100-1.8 (1×)                                                          | Horní Řasnice                    | 50° 57′ 40″ N, 15° 12′ 46″ O | Liberecký kraj                       | WEB Windenergie AG                                                | Erweiterung geplant                                                                            |
| Windkraftanlage Hostýn                    | 0,2                  | 1      | 1994                   | Vestas V29/225 (1×)                                                           | Hostýn                           | 49° 22′ 48″ N, 17° 42′ 6″ O  | Zlínský kraj                         |                                                                   | Unweit der Bazilika Nanebevzetí Panny Marie (Svatý Hostýn)                                     |
| Windkraftanlage Jenišov                   | 0,07                 | 1      | 1992                   | Tacke VE 75-1 (1×)                                                            | Jenišov                          | 50° 13′ 57″ N, 12° 47′ 14″ O | Karlovarský kraj                     |                                                                   |                                                                                                |
| Windkraftanlage Kámen                     | 2,0                  | 1      | 2007                   | Vestas V90-2.0 (1×)                                                           | Kámen                            | 49° 43′ 35″ N, 15° 30′ 25″ O | Kraj Vysočina                        | Wind Finance                                                      |                                                                                                |
| Windkraftanlage Krásný Les                | 1,5                  | 1      | 2013                   | Wikov W1500-93 (1×)                                                           | Krásný Les                       | 50° 55′ 46″ N, 15° 9′ 19″ O  | Liberecký kraj                       |                                                                   | Prototyp der Wikov W1500-93                                                                    |
| Windkraftanlage Kuželov                   | 0,1                  | 1      | 1990, 2012WA           | DWT 150 (1×)                                                                  | Kuželov                          | 48° 51′ 20″ N, 17° 30′ 10″ O | Jihomoravský kraj                    | Gemeinde Velká nad Veličkou                                       | Wurde zwischen 1999 und 2012 abgebaut                                                          |
| Windkraftanlage Lipná                     | 2,0                  | 1      | 2008                   | Vestas V90-2.0 (1×)                                                           | Lipná (Potštát)                  | 49° 40′ 4″ N, 17° 42′ 12″ O  | Olomoucký kraj                       | Wind Finance                                                      |                                                                                                |
| Windkraftanlage Maletín                   | 2,0                  | 1      | 2008                   | Vestas V90-2.0 (1×)                                                           | Maletín                          | 49° 48′ 26″ N, 16° 47′ 17″ O | Olomoucký kraj                       | Wind Finance                                                      |                                                                                                |
| Windkraftanlage Mladoňov                  | 0,5                  | 1      | 1993, 2005             | Tacke TW 500 (1×)                                                             | Nový Malín                       | 49° 55′ 6″ N, 17° 5′ 14″ O   | Olomoucký kraj                       |                                                                   | 2005 Repowering: (1×) Tacke TW 500 statt (1×) Tacke VE 315-1 (2. Prototyp)                     |
| Windkraftanlage Oldřišov                  | 2,0                  | 1      | 2014                   | Vestas V90-2.0 Gridstreamer (1×)                                              | Oldřišov                         | 50° 0′ 16″ N, 17° 57′ 57″ O  | Moravskoslezský kraj                 | oekostrom AG                                                      | Ursprünglich geplant von Ostwind, später von der oekostrom AG gekauft                          |
| Windkraftanlage Opatov u Luby             | 1,5                  | 1      | ----                   | GE Wind Energy 1.5sl (1×)                                                     | Luby                             | 50° 15′ 7″ N, 12° 26′ 27″ O  | Karlovarský kraj                     |                                                                   | Turm ist mit Seilen abgespannt                                                                 |
| Windkraftanlage Rozstání                  | 1,8                  | 1      | 2011                   | Vestas V100-1.8 (1×)                                                          | Rozstání                         | 49° 23′ 16″ N, 16° 51′ 7″ O  | Karlovarský kraj                     |                                                                   |                                                                                                |
| Windkraftanlage Strabenice                | 0,3                  | 1      | 1993                   | Tacke VE 315-1 (1×)                                                           | Litenčice                        | 49° 11′ 31″ N, 17° 13′ 26″ O | Zlínský kraj                         |                                                                   | Nach einer Havarie zurückgebaut, Prototyp der Tacke VE 315-1                                   |
| Windkraftanlage Tulešice                  | 2,0                  | 1      | 2009                   | Vestas V90-2.0 (1×)                                                           | Tulešice                         | 49° 2′ 46″ N, 16° 11′ 24″ O  | Jihomoravský kraj                    |                                                                   |                                                                                                |
| Windkraftanlage Vítězná                   | 3,0                  | 1      | 2014                   | Vestas V112-3.0 (1×)                                                          | Vítězná                          | 50° 30′ 9″ N, 15° 47′ 56″ O  | Královéhradecký kraj                 |                                                                   |                                                                                                |
| Windkraftanlagen Brodek u Konice          | 1,2                  | 2      | 2007                   | DeWind D4 48/600 (2×)                                                         | Brodek u Konice                  | 49° 32′ 38″ N, 16° 49′ 24″ O | Olomoucký kraj                       |                                                                   |                                                                                                |
| Windkraftanlagen Damnov                   | 4,4                  | 2      | ----                   | Vestas V110-2.2MW (2×)                                                        | Bor u Tachova                    | 49° 47′ 43″ N, 12° 46′ 59″ O | Plzeňský kraj                        |                                                                   |                                                                                                |
| Windkraftanlagen Fojtovice                | 4,1                  | 2      | ----                   | Senvion MM92 (2×)                                                             | Krupka                           | 50° 43′ 2″ N, 13° 51′ 52″ O  | Ústecký kraj                         |                                                                   |                                                                                                |
| Windkraftanlagen Hať u Hlučína            | 4,0                  | 2      | 2012                   | Vestas V110-2.2MW (1×) Vestas V100-1.8MW (1×)                                 | Hať                              | 49° 57′ 37″ N, 18° 14′ 49″ O | Moravskoslezský kraj                 |                                                                   |                                                                                                |
| Windkraftanlagen Hraničné Petrovice       | 1,7                  | 2      | 2005                   | Vestas V52/850 (1×) Nordex N52/850 (1×)                                       | Hraničné Petrovice               | 49° 43′ 47″ N, 17° 24′ 3″ O  | Olomoucký kraj                       | Hana Metal Wind                                                   |                                                                                                |
| Windkraftanlagen Janov u Litomyšle        | 4,0                  | 2      | 2009                   | Wikov W2000-93 (2×)                                                           | Janov                            | 49° 50′ 1″ N, 16° 22′ 14″ O  | Pardubický kraj                      | CEZ Renewable Energies, Wikov                                     | Prototypen der Wikov W2000-93                                                                  |
| Windkraftanlagen Jindřichovice pod Smrkem | 1,2                  | 2      | 2003                   | Enercon E-40/6.44 (2×)                                                        | Jindřichovice pod Smrkem         | 50° 57′ 55″ N, 15° 14′ 30″ O | Liberecký kraj                       |                                                                   |                                                                                                |
| Windkraftanlagen Kopřivná                 | 4,6                  | 2      | 2013                   | Enercon E-82 E2 (2×)                                                          | Kopřivná                         | 50° 2′ 53″ N, 16° 57′ 48″ O  | Olomoucký kraj                       | Natur Energo                                                      |                                                                                                |
| Windkraftanlagen Pchery                   | 6,0                  | 2      | 2008                   | WinWinD WWD-3 D103 (2×)                                                       | Pchery                           | 50° 11′ 52″ N, 14° 7′ 53″ O  | Středočeský kraj                     |                                                                   |                                                                                                |
| Windkraftanlagen Petrovice                | 4,0                  | 2      | 2005, 2007             | Enercon E-70 (2×)                                                             | Petrovice u Chabařovic           | 50° 46′ 38″ N, 13° 59′ 8″ O  | Ústecký kraj                         | SVEP                                                              |                                                                                                |
| Windkraftanlagen Velká Kraš               | 2,2                  | 2      | 1994, 2018             | Vestas V29/225 (1×) Vestas V100-2.0 (1×)                                      | Velká Kraš, Kobylá nad Vidnavkou | 50° 21′ 43″ N, 17° 6′ 41″ O  | Olomoucký kraj                       |                                                                   |                                                                                                |
| Windkraftanlagen Veselí                   | 4,0                  | 2      | 2007                   | Vestas V90-2.0 (2×)                                                           | Veselí                           | 49° 38′ 48″ N, 17° 47′ 28″ O | Moravskoslezský kraj                 |                                                                   |                                                                                                |
| Windkraftanlagen Věžnice                  | 4,1                  | 2      | 2009                   | Senvion MM82 (2×)                                                             | Věžnice                          | 49° 31′ 30″ N, 15° 42′ 0″ O  | Kraj Vysočina                        |                                                                   |                                                                                                |
| Windkraftanlagen Vrbice u Valče           | 4,6                  | 2      | 2010                   | Enercon E-82 E2 (2×)                                                          | Vrbice u Valče                   | 49° 31′ 30″ N, 15° 42′ 0″ O  | Karlovarský kraj                     |                                                                   |                                                                                                |
| Windpark Andělka                          | 14,4                 | 7      | 2012, 2014             | Senvion MM92 (7×)                                                             | Višňová u Frýdlantu              | 50° 59′ 29″ N, 14° 59′ 0″ O  | Liberecký kraj                       | VSB Group                                                         |                                                                                                |
| Windpark Anenská Studánka                 | 5,5                  | 6      | 2006, ----             | Fuhrländer FL 250/30 (2×) Dewind D6 62/1250 (4×)                              | Anenská Studánka                 | 49° 50′ 32″ N, 16° 32′ 51″ O | Pardubický kraj                      | S & M CZ, HT Wind                                                 |                                                                                                |
| Windpark Boží Dar                         | 1,8                  | 4      | ----, 2007, 2010       | Energovars EWT315 (1×) Enercon E-33 (2×) Enercon E-48 (1×)                    | Boží Dar                         | 50° 24′ 12″ N, 12° 56′ 45″ O | Karlovarský kraj                     | BENOCO                                                            | Prototyp der Energovars EWT315, ursprünglich auch eine Tacke VE-75 welche abgebaut wurde.      |
| Windpark Břežany                          | 4,2                  | 5      | 2005                   | Vestas V52/850 (5×)                                                           | Břežany u Znojma                 | 48° 53′ 2″ N, 16° 22′ 23″ O  | Jihomoravský kraj                    | Ventureal, WEB Windenergie AG                                     |                                                                                                |
| Windpark Cerveny kopec-Rejchartice        | 14,8                 | 7      | ----, 2012             | Siemens SWT-2.3-101 (6×) Enercon E-70 (1×)                                    | Břežany u Znojma                 | 49° 47′ 49″ N, 17° 31′ 2″ O  | Moravskoslezský kraj, Olomoucký kraj |                                                                   |                                                                                                |
| Windpark Čižebná Nový                     | 2,0                  | 4      | 2004                   | Tacke TW 500 (4×)                                                             | Nový Kostel                      | 50° 13′ 48″ N, 12° 27′ 37″ O | Karlovarský kraj                     |                                                                   |                                                                                                |
| Windpark Hora Svatého Šebestiána          | 4,5                  | 3      | 2008                   | Nordex S70 (3×)                                                               | Hora Svatého Šebestiána          | 50° 30′ 10″ N, 13° 14′ 54″ O | Ústecký kraj                         | Drobil – energo. s.r.o.                                           |                                                                                                |
| Windpark Horní Částkov                    | 8,0                  | 4      | 2009, 2010             | Vestas V90-2.0 Gridstreamer (4×)                                              | Habartov                         | 50° 11′ 4″ N, 12° 30′ 37″ O  | Karlovarský kraj                     | Winding We                                                        |                                                                                                |
| Windpark Horní Loděnice-Lipina            | 18,0                 | 9      | 2009                   | Vestas V90-2.0 (9×)                                                           | Horní Loděnice Lipina            | 49° 45′ 21″ N, 17° 21′ 32″ O | Olomoucký kraj                       | VEHL, Ventureal                                                   |                                                                                                |
| Windpark Horní Paseky                     | 10,0                 | 5      | 2012                   | Vestas V90-2.0 (5×)                                                           | Aš                               | 50° 13′ 39″ N, 12° 16′ 2″ O  | Karlovarský kraj                     | APB-Plzen                                                         |                                                                                                |
| Windpark Hranice u Aše                    | 6,5                  | 5      | 2008, 2012             | Vestas V90-2.0 (2×) Vestas V63-1.5MW (1×) Vestas V39/500 (2×)                 | Hranice u Aše                    | 50° 19′ 2″ N, 12° 9′ 25″ O   | Karlovarský kraj                     | APB-Plzen                                                         |                                                                                                |
| Windpark Jindřichovice                    | 24,6                 | 5      | 2010, 2019             | Enercon E-82 E2 (4×) Vestas V110-2.2 (7×)                                     | Jindřichovice                    | 50° 15′ 54″ N, 12° 37′ 0″ O  | Karlovarský kraj                     | Windenergie.cz                                                    |                                                                                                |
| Windpark Klíny                            | 6,0                  | 3      | 2007                   | Enercon E-70 (3×)                                                             | Klíny                            | 50° 38′ 8″ N, 13° 32′ 45″ O  | Ústecký kraj                         | ALTENERG                                                          |                                                                                                |
| Windpark Krásná u Aše                     | 10,0                 | 5      | 2009                   | Vestas V90-2.0 (4×) Vestas V90-2.0 Gridstreamer (1×)                          | Krásná                           | 50° 52′ 0″ N, 15° 0′ 6″ O    | Karlovarský kraj                     |                                                                   |                                                                                                |
| Windpark Kryštofovy Hamry                 | 49,5                 | 24     | 2005, 2006, 2007       | Enercon E-82 (21×) Nordex N80/2500 (3×)                                       | Christophhammer                  | 50° 26′ 49″ N, 13° 10′ 11″ O | Karlovarský kraj                     | Sabowind                                                          | Größter Windpark Tschechiens                                                                   |
| Windpark Loučná                           | 1,8                  | 3      | 2000                   | DeWind D4 48/600 (3×)                                                         | Loučná pod Klínovcem             | 50° 25′ 30″ N, 12° 59′ 40″ O | Ústecký kraj                         | Green Lines Russians Ltd                                          |                                                                                                |
| Windpark Lysý vrch u Albrechtic           | 3,1                  | 6      | 2004                   | Tacke TW 500 (5×) Tacke TW 600 (1×)                                           | Lysý vrch                        | 50° 52′ 0″ N, 15° 0′ 7″ O    | Liberecký kraj                       | Konotech Ltd                                                      |                                                                                                |
| Windpark Melč                             | 10,8                 | 6      | 2018                   | Vestas V100-1.8 (6×)                                                          | Melč                             | 49° 51′ 36″ N, 17° 45′ 28″ O | Moravskoslezský kraj                 |                                                                   |                                                                                                |
| Windpark Mravenečník                      | 1,1                  | 3      | 1993, 1995             | Energovars EWT 315-1 (1×) Energovars EWT 630-1 (1×) Wind World W2500/220 (1×) | Loučná nad Desnou                | 50° 5′ 8″ N, 17° 8′ 39″ O    | Olomoucký kraj                       |                                                                   | Rotor bei der Energovars EWT 315-1 aktuell am Boden                                            |
| Windpark Nová Ves v Horách                | 11,2                 | 6      | 1994, 2003, 2005, 2008 | REpower MM92 (4×) REpower MD70 (2×)                                           | Nová Ves v Horách                | 50° 35′ 52″ N, 13° 29′ 33″ O | Ústecký kraj                         |                                                                   | Repowering 2003: (2×) REpower MD70 statt (1×) Medit 320 West Itálie                            |
| Windpark Nový Hrádek                      | 1,6                  | 4      | 1995                   | E 400 EKOV CR (4×)                                                            | Nový Hrádek                      | 50° 21′ 46″ N, 16° 15′ 16″ O | Královéhradecký kraj                 |                                                                   | 2013 abgebaut, ein Turm dient heute als Aussichtsturm "Rozhledna na Šibeníku"                  |
| Windpark Ostružná                         | 3,0                  | 6      | 1994                   | Vestas V39/500 (6×)                                                           | Ostružná                         | 50° 52′ 0″ N, 15° 0′ 6″ O    | Olomoucký kraj                       |                                                                   |                                                                                                |
| Windpark Ostrý Kámen                      | 3,7                  | 3      | 2009                   | Dewind D6 62/1250 (3×)                                                        | Karle                            | 49° 44′ 53″ N, 16° 23′ 23″ O | Pardubický kraj                      |                                                                   |                                                                                                |
| Windpark Pavlov                           | 5,7                  | 4      | 2006                   | Vestas V90-2.0 (2×) Vestas V52/850 (2×)                                       | Pavlov                           | 49° 15′ 6″ N, 15° 33′ 9″ O   | Jihočeský kraj                       |                                                                   |                                                                                                |
| Windpark Pohledy u Svitav                 | 1,0                  | 3      | 2007                   | Wind World W3000/250 (2×) Wind World W4100/500 (1×)                           | Pohledy                          | 49° 41′ 41″ N, 16° 32′ 37″ O | Pardubický kraj                      |                                                                   |                                                                                                |
| Windpark Potštát                          | 0,6                  | 4      | ----                   | Nordtank NTK 150 (1×) AN Bonus 150/30 (3×)                                    | Potštát                          | 49° 39′ 9″ N, 17° 40′ 52″ O  | Olomoucký kraj                       | VAPOL CZ s.r.o.                                                   | Eine der AN 150/30 ist auf Tripod errichtet                                                    |
| Windpark Protivanov                       | 4,0                  | 2      | 2002, 2005             | REpower MD77 (2×) Fuhrländer FL 100/21 (1×)                                   | Protivanov                       | 49° 28′ 48″ N, 16° 51′ 4″ O  | Olomoucký kraj                       | oekostrom AG                                                      |                                                                                                |
| Windpark Václavice                        | 26,1                 | 13     | 2017                   | Senvion MM100 (11×) Senvion MM92 (2×)                                         | Hrádek nad Nisou                 | 50° 10′ 53″ N, 17° 2′ 46″ O  | Liberecký kraj                       | EEH s.r.o                                                         |                                                                                                |
| Windpark Vrch tří pánů                    | 6,9                  | 3      | ----                   | Enercon E-70 E4 (3×)                                                          | Moldava v Krušných               | 50° 40′ 53″ N, 13° 41′ 42″ O | Ústecký kraj                         |                                                                   |                                                                                                |
| Windpark Žipotín                          | 10,4                 | 5      | 2006, 2023             | DeWind D4 48/600 (2×) DeWind D8.0 (2×) Enercon E-138 EP3 E3 (1×)              | Gruna                            | 49° 46′ 28″ N, 16° 46′ 21″ O | Pardubický kraj                      | S & M CZ, APB-Plzen                                               |                                                                                                |
| Windpark Zlatá Olešnice                   | 7,0                  | 3      | 2014, 2018             | Vestas V90-2.0 Gridstreamer (1×) Vestas V110-2.0 (1×) Vestas V112-3.0 (1×)    | Zlatá Olešnice                   | 50° 37′ 29″ N, 15° 58′ 1″ O  | Královéhradecký kraj                 |                                                                   |                                                                                                |